# Inara George

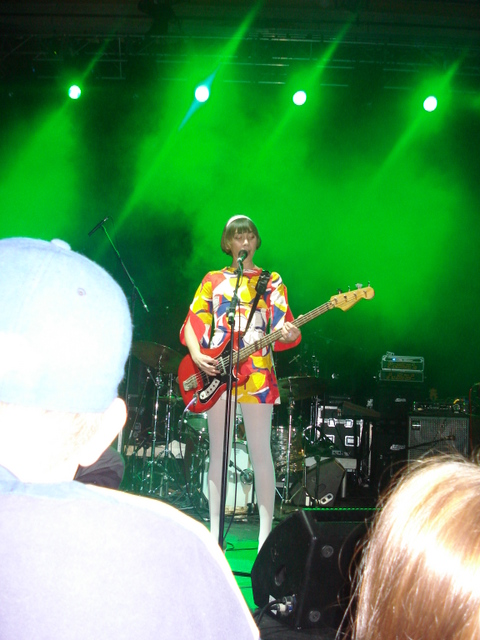
Inara George, Cambridge Corn Exchange (3. Juni 2007)

Inara George (* 4. Juli 1974 in Los Angeles, Kalifornien) ist eine US-amerikanische Singer-Songwriterin und Schauspielerin aus Los Angeles und bildet derzeit zusammen mit Greg Kurstin das Musik-Projekt The Bird and the Bee.

## Biografie

### Hintergrund
Aufgewachsen ist Inara George im Haus ihrer Mutter im Topanga Canyon, einer gemeindefreien Künstlergemeinschaft in den Santa Monica Mountains, Kalifornien (USA). Ihr Vater Lowell George starb, als Inara fünf Jahre alt war. Einige seiner Freunde, Jackson Browne, Terry Allen und Van Dyke Parks haben Inara beeinflusst: «That kind of music where it’s just a guitar and vocals … and someone singing about their last love: I find that pretty boring. And there are plenty of bad lyrics in this genre - really, really bad. Plus, some music done by my sex in this genre is godawful. So I can get why people would be tired of it.» So beschloss Inara, nicht in die musikalischen Fußstapfen ihres Vaters zu treten, sondern Theater zu spielen. Sie hat in verschiedenen Shakespeare-Aufführungen am Theatricum Botanicum mitgewirkt und am College in Boston, Massachusetts, Klassisches Theater als Studienfach gewählt.

### „Lode“ und „Merrick“
Während der sommerlichen Semesterferien gründete Inara mit College-Freunden eine Indie-Rock-Gruppe: Lode. Deren EP Legs & Arms wurde im April 1996 veröffentlicht, und zusammen mit Bryony Atkinson hat Inara einige Songs zu Soundtracks verschiedener US-Spielfilme beigetragen. Die Gruppe arbeitete mit Musikern wie Devendra Banhart, Midnight Movies und Eleni Mandell zusammen.
Lode erhielt in Los Angeles einen Vertrag mit dem Musiklabel Geffen Records. Unter dem neuen Namen Merrick wurden während des einjährigen Bestehens der neuen Formation im Jahr 2001 gleich zwei Alben veröffentlicht: Merrick und Drive Around a Lot Hard and Fast Driving Club. Inara George (Gesang/Gitarre) und Bryon Atkinson (Bass/Gesang) waren mit Landon Donsbach und Martin Beal verantwortliche Produzenten; mitwirkende Musiker waren der Violinist Amir Yaghmai, Tim Aaron und John Karnes. 2006 wurde die Single Infinity in der US-Fernsehserie Grey’s Anatomy verwendet, zusammen mit ihren Songs Greedy und Oh My Love.

### All Rise
Inara intensivierte ihre Solokarriere mit der Veröffentlichung ihres Soloalbums All Rise, produziert von Michael Andrews, einem Freund ihrer Familie. Weitere mitwirkende Musiker waren Greg Kurstin (Keyboards, Drum Machine), Pete McNeal (Schlagzeug: Cake & Jem), Chris Stillwell (Bass: Greyboy Allstars) und für die Backing Vocals Jackson Browne.
Eine Woche vor der Veröffentlichung am 25. Januar 2005 wurde Inaras Solodebüt beim im Großraum Los Angeles vielgehörten Radiosender KCRW-FM in Nick Harcourts Morning Becomes Eclectic in einer Live-Session vorgestellt.
Im Frühsommer 2005 war Inara mit ihrem Soloalbum auf Tournee, im September gemeinsam mit der schottischen Rockband Idlewild, im April 2006 zusammen mit Nada Surf und der Indie-Rock Formation Clovis, u. a. mit einem Konzert in Zürich.
Genius, ein Song aus All Rise, wurde in einer Episode von One Tree Hill und Everwood ausgestrahlt, Fools In Love als Inaras bislang vierter Song in Grey's Anatomy.

### „Idlewild“ und „George is Jones“
Parallel zu ihren anderen Projekten hat Inara mit Rod Jones, in dessen Rockgruppe Idlewild sie als Backing Vocal/Gastsängerin aufgetreten ist, das Duo George is Jones gegründet: Ein geplantes Album ist noch nicht veröffentlicht, hingegen einzelne Songs auf ihrem „myspace“.

### „The Bird and the Bee“
The Bird and the Bee ist das aktuelle gemeinsame Indie-Rock/Electropop-Musik-Projekt von Greg Kurstin („the Bird“) und Inara („the Bee“), mit bislang drei Veröffentlichungen: der EP again and again and again and again (31. Oktober 2006), ihrem Debütalbum The Bird and the Bee (23. Januar 2007) und Ray Guns Are Not Just the Future (27. Januar 2008).
Vom 27. März (Seattle) bis 11. April 2007 (New York) sind The Bird and The Bee durch neun US-amerikanische Städte getourt, mit zwei weiteren Konzerten in Toronto und Montreal (Kanada).

## Trivia
- Zumindest dreimal hat Inara George das musikalische Erbe ihres Vaters angetreten: 1996 mit Sailin’ Shoes auf dem Little Feat-Album Live from Neon Park und mit zwei Coverversionen von Trouble, einmal im Jahr 2008 auf Join The Band - Little Feat And Friends sowie 1997 auf Rock And Roll Doctor - A Tribute To Lowell George (die letztgenannte Version wurde arrangiert von Van Dyke Parks und von Ry Cooder begleitet)
- Zu Inaras musikalischen Vorbildern[9] zählen: Prince, Neil Young, Wilco, Joni Mitchell, David Bowie, The Bee Gees, Mark Lanegan, Nick Drake, Leonard Cohen, Chet Baker, Rickie Lee Jones, PJ Harvey, Talking Heads, Tom Waits, Elliott Smith, D’Angelo, Blonde Redhead, Elvis Costello und Björk.
- Bereits seit 1999 tritt Inara George vereinzelt in einigen Spielfilmen und TV-Serien in kleineren Rollen auf.
- Sie ist verheiratet mit dem Schauspieler und Filmemacher Jake Kasdan.

## Diskografie

### Mit „Lode“ und „Merrick“
- 1996: Legs & Arms (EP, Geffen Records, April 1996)
- 2001: Merrick (Album, Bryony, 1. April 2001)
- 2001: Drive Around a Lot Hard and Fast Driving Club (Album, Orchard, 14. Oktober 2001)

### Kooperationen
- 1996: Sailin' Shoes auf dem Album Live from Neon Park von Little Feat
- 1998: Trouble auf Rock And Roll Doctor: A Tribute To Lowell George (24. März 1998)
- 2005: Warmings / Promises von Idlewild (Backingvocals und gemeinsame Tournee)
- 2007: Make Another World von Idlewild (Gastsängerin)
- 2012: Be Honest von Jason Mraz (Gastsängerin)

### Soundtracks
- 1999: Infinity in Zusammenarbeit mit Bryon Atkinson (als Teil des Soundtracks zum Spielfilm The Minus Man)
- 2001: Infinity in Zusammenarbeit mit Bryon Atkinson (als Teil des Soundtracks zum Spielfilm Heartbreakers – Achtung: Scharfe Kurven!)
- 2005: Original Television Soundtrack ‚Grey's Anatomy’ Vol. 1 (27. September 2005)

### Solo-Alben
- 2005: All Rise (Everloving Records, 25. Januar 2005)
- 2008: An Invitation (mit Van Dyke Parks, Everloving Records, 12. August 2008)

## Filmografie
- 1998: The Politics of Desire
- 1999: Anywhere But Here (Überall, nur nicht hier)
- 2005: Everwood (TV-Serie, Episode „Put on a Happy Face“)
- 2007: Year of the Dog
- 2007: Last Call with Carson Daly (TV-Serie, Episode vom 10. Mai 2007, als the Bird and the Bee)